# La Conjuration des Importants
La Conjuration des Importants est un roman policier historique de Jean d'Aillon publié en 2000. Il s'agit du 3e tome de la série Louis Fronsac.

## Résumé
Richelieu meurt le 4 décembre 1642. Le roi nomme Mazarin conseiller. Le 13, Louis se rend à Mercy avec ses parents et sa fiancée Julie. Gaston le rappelle le 15 et lui demande d'enquêter sur Daquin, empoisonné. Le roi libère tous ses ennemis que Richelieu avait emprisonnés. Mazarin donne 15 000 livres à Louis pour Mercy où il embauche Margot et Michel, charpentier, qui recrutent et restaurent. 
Le roi meurt le 14 mai. Louis découvre que c'est Fontrailles, républicain, qui l'a empoisonné, ainsi que Daquin. Louis et Gaston, pendant leur enquête, participent à la victoire de Rocroy contre les Espagnols. 
Sur les entrefaites, Anne devient régente et nomme Mazarin premier ministre. La Rochefoucauld cloître Louis chez Condé, car on veut le tuer. Puis, Condé le dépose à Mercy. Louis rentre finalement à Paris, déguisé, s'infiltre chez les ennemis de Mazarin et déjoue un attentat contre lui. Il fait arrêter Mme Daquin pour le meurtre de son mari et complicité dans celui du roi. Mazarin arrête Beaufort, chef des Importants. Heureux du dénouement, il fait verser 30 000 livres à Louis par Beaufort et fait exiler les Importants. Louis épouse Julie.

## Éditions
- Le Grand Châtelet,  2000, 321 p.  (ISBN 291185005X)
- Éditions du Masque, coll. « Labyrinthes » no 131, 2005, 411 p.  (ISBN 2-7024-9767-5)
- Éditions du Masque, coll. « Masque poche » no 42, 2014, 538 p.  (ISBN 978-2-7024-4105-3)